# Soline (Mljet)
Soline (tal. Saline) su mjesto na otoku Mljetu. Smjestilo se podno brda Montokuca na ulazu u Veliko jezero, na mjestu koje se po samom naselju naziva Solinski kanal. 

## Povijest
Zaselak Soline se nalazi na južnoj strani otoka Mljeta, na istoj strani na kojoj se nalazi i uvala Sutmiholjska, u kojoj su prvi kontakt s Mljetom imali benediktinci. S obzirom na to da u vrijeme dolaska benediktinaca na otoku nije bilo nikakve ceste, benediktinci su vjerojatno plovili morem dok su tražili mjesto na kojem će podignuti samostan. S istočne strane današnjih Solina nalazi se veliki zaljev, Luka Gonoturska, koji se sužava u maleni, od vjetrova relativno zaštićen Solinski kanal. Prolaskom kroz kanal dolazi se do današnjeg Velikog jezera na kojem su benediktinci podigli svoju opatiju. Na početku kanala, na Vratima od Solina, benediktinci su postavili veliki kameni križ s natpisom na bosančici. Zbog plitkog mora u zaljevu, benediktinci su punili prirodne bazene na obali morem, koje je, kad bi isparilo, davalo sol. Kasnije je mjesto po toj proizvodnji soli i dobilo ime Soline (Solin). U vrijeme kad su benediktinci došli do Velikog jezera, ono je još bilo pravo jezero. Prokopavanjem uske prevlake, došlo je do miješanja vode i mora, a na mjestu prokopavanja stvarala bi se jaka morska struja. Tu je izgrađen mlin, kojeg je pokretala morska struja u kanalu.
Na mjestu današnjih Solina, nije bilo naselja za vrijeme benediktinske vlasti. Prva obitelj koja naseljava Soline bila je obitelj Sršen 1825. godine. Danas se stanovništvo bavi ribarstvom i turizmom. Za razliku od mnogih drugih stanovnika otoka, stanovnici Solina, nisu svoje gospodarstvo toliko bazirali na poljoprivredi. Zbog neposredne blizine jezera i mirnoće, uvjetovane prirodnom izolacijom, Soline su, turistički, vrlo popularno otočko mjesto.

## Stanovništvo
Točan broj stanovnika Solina se ne zna točno jer, bez obzira na to što Soline od 2006. godine više nisu zaselak mjesta Goveđari, stanovništvo se još uvijek, pri popisu stanovništva, pribrojava stanovništvu Goveđara. Smatra se da u Solinama danas živi oko 25 stanovnika.